# Souzy-la-Briche
Souzy-la-Briche är en kommun i departementet Essonne i regionen Île-de-France i norra Frankrike. Kommunen ligger i kantonen Étréchy som tillhör arrondissementet Étampes. År 2022 hade Souzy-la-Briche 484 invånare.

## Befolkningsutveckling
Antalet invånare i kommunen Souzy-la-Briche
| Referens: INSEE |